# Zlata Ognevich

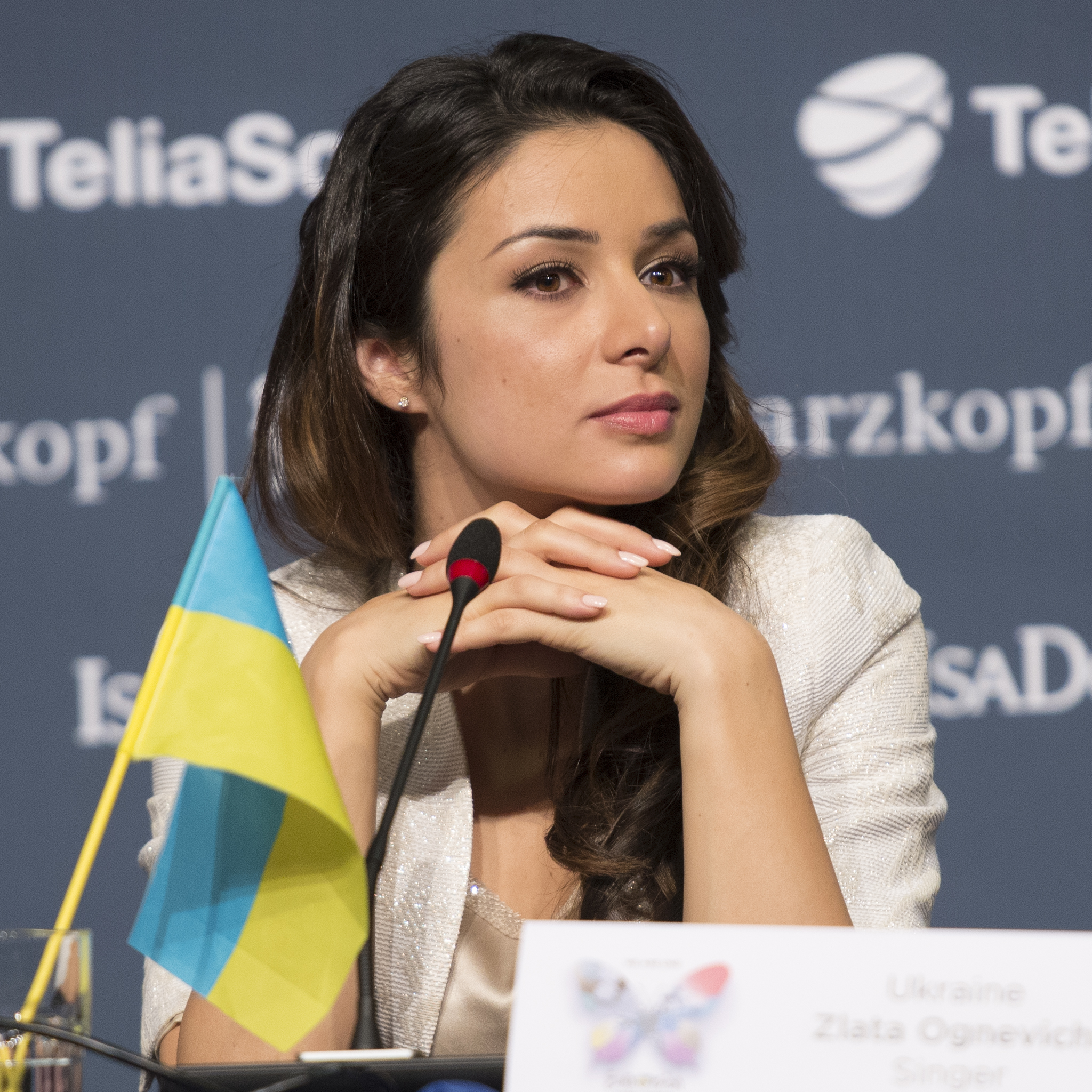
Zlata Ognevich (2013)

Zlata Ognevich (ucraniano: Злата Огневич, russo: Злата Огневич; nome verdadeiro: Inna Leonidivna Bordiuh, ucraniano: Інна Леонідівна Бордюг, russo: Инна Леонидивна Бордюг, nascida em Murmansque, RSFS da Rússia (actual Rússia), União Soviética, 12 de janeiro de 1986) é uma cantora ucraniana.
Em 2013, foi escolhida para representar a Ucrânia no Festival Eurovisão da Canção 2013 com a canção "Gravity" (cantado em inglês) composto por Mikhail Nekrasov e escrito por Karen Kavaleryan, que concoreu na 1ª semi-final e terminou em 3º lugar com 140 pontos, passando á final, onde terminou em 3º lugar com 214 pontos. Ognevich anteriormente tentou representar a Ucrânia no Festival Eurovisão da Canção, em 2010 e 2011.

## Biografia
Zlata Ognevich nasceu a 12 de Janeiro de 1986 em Murmansque na então RSFS da Rússia (actual Rússia).
Zlata fez a sua primeira tentativa para representar a Ucrânia no Festival Eurovisão da Canção em 2010 com a canção "Tiny Island" que terminou em quinto lugar, com 30 pontos.
Em 2011, fez a sua segunda tentativa também frustrada de representar a Ucrânia no Festival Eurovisão da Canção. Desta vez, a canção foi interpretada na sua língua materna, intitulada "The Kukushka", e terminou em segundo lugar.
Em 2013, Zlata faz a sua terceira tentativa para representar a Ucrânia no Festival Eurovisão da Canção com a canção "Gravity". Desta vez, venceu a final nacional com 40 pontos, 20 do júri e 20 do televoto, tendo o direito de representar Ucrânia no Festival Eurovisão da Canção 2013 onde concorreu na 1ª semi-final onde terminou em terceiro lugar, consegundo a passagem á final, onde acabou também em terceiro lugar.

## Discografia

### Singles
| 2010                                                      | "Tiny Island"  | —  | TBA |
| 2011                                                      | "The Kukushka" | —  | TBA |
| 2013                                                      | "Gravity"      | 50 | TBA |
| "—" denota lançamento que não gráfico ou não foi lançado. |                |    |     |